# 1050年代
| 千纪： | 2千纪                                                                                            |
| 世纪： | 10世纪 \| 11世纪 \| 12世纪                                                                       |
| 年代： | 1020年代 \| 1030年代 \| 1040年代 \| 1050年代 \| 1060年代 \| 1070年代 \| 1080年代                 |
| 年份： | 1050年 \| 1051年 \| 1052年 \| 1053年 \| 1054年 \| 1055年 \| 1056年 \| 1057年 \| 1058年 \| 1059年 |

## 逝世
- 戈德溫 (威塞克斯伯爵)（英语：Godwin或Godwine，约1001年出生，1053年4月15日逝世于温彻斯特）是第一位威塞克斯伯爵，他是丹麦国王克努特一世大帝及其继承人统治英格兰时英国最强大的贵族。